# Road Town
Road Town a Brit Virgin-szigetek fővárosa, Tortola szigetén helyezkedik el. A sziget déli partján, a patkó alakú Road-öbölben fekszik. 2018-ban körülbelül 15 000 lakosa volt.
1648-ban alapították a Road-öböl közelében mint a holland telepesek adminisztratív székhelyét.
A város neve a roadstead (védett kikötő) tengerészeti kifejezésből alakult ki. Az öböl olyan horgonyzó helyet biztosít a hajók számára, melybe könnyen behajózhatnak, egyben védve vannak a tenger hullámzásától és a szelektől. Maga a város is a kikötő körül épült ki. Road Town legrégebbi épülete, a város főutcáján álló börtön 1774-ben épült.